# Élections législatives de 1997 dans le Gers
Les élections législatives françaises de 1997 se déroulent le 25 mai et le 1er juin 1997. Dans le département du Gers, deux députés sont à élire dans le cadre de deux circonscriptions.

## Élus
| Circonscription | Député sortant        | Parti | Parti    | Député élu ou réélu | Parti | Parti |
| --------------- | --------------------- | ----- | -------- | ------------------- | ----- | ----- |
| 1re             | Yves Rispat           |       | RPR      | Claude Desbons      |       | PS    |
| 2e              | Aymeri de Montesquiou |       | UDF (AD) | Yvon Montané        |       | PS    |

## Résultats

### Résultats à l'échelle du département
| Parti          | Parti                              | Premier tour | Premier tour | Second tour | Second tour | Sièges |
| Parti          | Parti                              | Voix         | %            | Voix        | %           | Sièges |
| -------------- | ---------------------------------- | ------------ | ------------ | ----------- | ----------- | ------ |
|                | Parti socialiste                   | 32 024       | 35,06        | 52 764      | 53,17       | 2      |
|                | Parti communiste français          | 7 517        | 8,23         |             |             | 0      |
|                | Les Verts                          | 3 787        | 4,15         | 0           |             |        |
|                | Divers gauche dont MDC             | 1 706        | 1,82         | 0           |             |        |
|                | Gauche plurielle                   | 45 034       | 49,30        | 52 764      | 53,17       | 2      |
|                |                                    |              |              |             |             |        |
|                | Union pour la démocratie française | 16 239       | 17,78        | 23 662      | 23,84       | 0      |
|                | Rassemblement pour la République   | 15 866       | 17,37        | 22 808      | 22,98       | 0      |
|                | La Droite indépendante             | 3 470        | 3,80         |             |             | 0      |
|                | Droite parlementaire               | 35 575       | 38,95        | 46 470      | 46,83       | 0      |
|                |                                    |              |              |             |             |        |
|                | Front national                     | 7 739        | 8,47         |             |             | 0      |
|                | Extrême gauche dont SÉGA et PT     | 2 043        | 2,24         | 0           |             |        |
|                | Génération écologie                | 775          | 0,85         | 0           |             |        |
|                | Divers                             | 177          | 0,19         | 0           |             |        |
|                |                                    |              |              |             |             |        |
| Inscrits       | Inscrits                           | 134 098      | 100,00       | 134 051     | 100,00      | 2      |
| Abstentions    | Abstentions                        | 36 839       | 27,47        | 28 903      | 21,56       |        |
| Votants        | Votants                            | 97 259       | 72,53        | 105 148     | 78,44       |        |
| Blancs et nuls | Blancs et nuls                     | 5 916        | 6,08         | 5 914       | 5,62        |        |
| Exprimés       | Exprimés                           | 91 343       | 93,92        | 99 234      | 94,38       |        |

### Résultats par circonscription

#### Première circonscription (Auch)
| Candidat       | Candidat                | Parti          | Premier tour | Premier tour | Second tour | Second tour |  |
| Candidat       | Candidat                | Parti          | Voix         | %            | Voix        | %           |  |
| -------------- | ----------------------- | -------------- | ------------ | ------------ | ----------- | ----------- |  |
|                | Claude Desbons élu      | PS             | 17 856       | 37,69        | 28 822      | 55,82       |  |
|                | Yves Rispat sortant     | RPR            | 15 866       | 33,49        | 22 808      | 44,18       |  |
|                | Colette Bassac          | PCF            | 3 771        | 7,96         |             |             |  |
|                | François Pelletan       | FN             | 3 750        | 7,92         |             |             |  |
|                | Henri Chavarot          | Les Verts      | 2 042        | 4,31         |             |             |  |
|                | Christian Fabre         | LDI (MPF)      | 1 500        | 3,17         |             |             |  |
|                | Jean Falco              | SÉGA           | 770          | 1,63         |             |             |  |
|                | Alain Cheymol           | US4J           | 662          | 1,4          |             |             |  |
|                | Thierry Dupin           | PT             | 531          | 1,12         |             |             |  |
|                | Claude-Philippe Brocard | GÉ             | 325          | 0,69         |             |             |  |
|                | Jean-Paul Gouteux       | IR             | 217          | 0,46         |             |             |  |
|                | Joseph Cohen            | PLN            | 82           | 0,17         |             |             |  |
|                |                         |                |              |              |             |             |  |
| Inscrits       | Inscrits                | Inscrits       | 69 744       | 100,00       | 69 704      | 100,00      |  |
| Abstentions    | Abstentions             | Abstentions    | 19 339       | 27,73        | 15 140      | 21,72       |  |
| Votants        | Votants                 | Votants        | 50 405       | 72,27        | 54 564      | 78,28       |  |
| Blancs et nuls | Blancs et nuls          | Blancs et nuls | 3 033        | 6,02         | 2 934       | 5,38        |  |
| Exprimés       | Exprimés                | Exprimés       | 47 372       | 93,98        | 51 630      | 94,62       |  |

#### Deuxième circonscription (Condom)
| Candidat       | Candidat                      | Parti          | Premier tour | Premier tour | Second tour | Second tour |  |
| Candidat       | Candidat                      | Parti          | Voix         | %            | Voix        | %           |  |
| -------------- | ----------------------------- | -------------- | ------------ | ------------ | ----------- | ----------- |  |
|                | Aymeri de Montesquiou sortant | UDF (AD)       | 16 239       | 36,93        | 23 662      | 49,71       |  |
|                | Yvon Montané élu              | PS             | 14 168       | 32,22        | 23 942      | 50,29       |  |
|                | Georges Maitre                | FN             | 3 989        | 9,07         |             |             |  |
|                | Paul Capéran                  | PCF            | 3 746        | 8,52         |             |             |  |
|                | Philippe Arnaud               | LDI (MPF)      | 1 970        | 4,48         |             |             |  |
|                | Bérengère Chambon             | Les Verts      | 1 745        | 3,97         |             |             |  |
|                | Jean-Claude Le Maire          | US4J           | 827          | 1,88         |             |             |  |
|                | Jean Saint-Avit               | AREV           | 742          | 1,69         |             |             |  |
|                | Sylvie Colas                  | GÉ             | 450          | 1,02         |             |             |  |
|                | Gérard Viault                 | PLN            | 95           | 0,22         |             |             |  |
|                |                               |                |              |              |             |             |  |
| Inscrits       | Inscrits                      | Inscrits       | 64 354       | 100,00       | 64 347      | 100,00      |  |
| Abstentions    | Abstentions                   | Abstentions    | 17 500       | 27,19        | 13 763      | 21,39       |  |
| Votants        | Votants                       | Votants        | 46 854       | 72,81        | 50 584      | 78,61       |  |
| Blancs et nuls | Blancs et nuls                | Blancs et nuls | 2 883        | 6,15         | 2 980       | 5,89        |  |
| Exprimés       | Exprimés                      | Exprimés       | 43 971       | 93,85        | 47 604      | 94,11       |  |